# Rhinobombyx cuneata
Rhinobombyx cuneata är en fjärilsart som beskrevs av Aurivillius 1879. Rhinobombyx cuneata ingår i släktet Rhinobombyx och familjen ädelspinnare. Inga underarter finns listade i Catalogue of Life.